# Селф-психология
Селф-психология (англ. Self psychology) — одно из современных направлений психоанализа, разработанное в 1960—1980-е годы австро-американским психоаналитиком Хайнцем Кохутом в Чикаго.
Кохут ориентировался на свой клинический опыт работы с нарциссическими пациентами, а также на переосмысление ряда теоретических положений классического психоанализа.
В центр внимания Кохута попали специфические нарциссические, или селф-объектные переносы, отличавшиеся от объектных переносов, которыми занимались классические аналитики.
Кохут выделил три типа селф-объектных переносов: зеркальный, идеализирующий и близнецовый.
Другими основаниями селф-психологии Кохута были эмпатически-интроспективный метод и акцент на переживаниях самости (Self). Ещё в 1956 году в своем докладе «Интроспекция, эмпатия и психоанализ: исследование взаимоотношений между способом наблюдения и теорией», оформленном в 1959 году в виде статьи, Кохут обосновывал необходимость отказа от ряда спекулятивных метапсихологических конструкций классического психоанализа в пользу ограничения последнего эмпирическими методами эмпатии и интроспекции.